# Kolonjë distrikt
Kolonjas distrikt (albanska: Rrethi i Kolonjës) var ett av Albaniens 36 distrikt. Det hade ett invånarantal på 25 022 och en area av 85 km². Det var beläget i sydöstra Albanien, och dess centralort var Erseka. Andra städer i det här distriktet var Leskoviku.